# Jean Clairin
Pour les articles homonymes, voir Clairin (homonymie).
 (avril 2021).
Jean Clairin,  né le 13 novembre 1876 à Nîmes et tué à l'ennemi le 26 août 1914 au combat de Thun-l'Évêque, est un mathématicien français, mort pour la France.

## Biographie
Il est le fils de Jeanne Victoire Baudot et de Paul Clairin, diplômé de l'ENS de la promotion lettres 1866, professeur de lettres au Lycée Louis-le-Grand et auteur de plusieurs ouvrages sur l'enseignement du Latin et du Grec.
Esprit brillant, Jean Clairin fut reçu à 18 ans à Polytechnique et à l'Ecole normale supérieure. Après une année de service militaire et suivant les pas de son père, il entra rue d’Ulm en 1896 où il fut l'élève d'Edouard Goursat. Il sortit premier à l'agrégation en 1899, se spécialisant dans l'étude de la théorie des groupes appliquées aux équations différentielles. En 1902, il soutient sa thèse de Doctorat ès-Sciences Mathématiques sur les transformations de Baecklund. Il devient l'année suivante maître de conférence à la Faculté des sciences de Lille. Jean Clairin siège au conseil d'Université et en est le plus jeune membre. En 1907, la chaire d'astronomie, précédemment occupée par Picart, est transformée en chaire de Mathématiques générales, Jean Clairin en est le premier titulaire. En 1913, il est nommé assesseur du Doyen.
Il reste à la Faculté de Lille jusqu'à la Première Guerre mondiale, où il est tout de suite mobilisé et intègre le 26e régiment d'infanterie territoriale au grade d'adjudant. Il tombe dans les premiers jours de la guerre, blessé d’une balle au front dans un combat de rue à Thun-l'Évêque, à 6 km de Cambrai. Il avait 37 ans. Sa famille restera sans nouvelles de lui pendant deux ans, vivant un terrible calvaire entre angoisse et espoir, avant d'apprendre son décès. La disparition de Jean Clairin fut durement ressentie à la Faculté : assesseur du doyen, il traitait avec compétence et lucidité les affaires financières de l'Université. Professeur remarquable, il avait une très grande autorité sur ses élèves. Ses derniers travaux furent rassemblés par sa veuve en 1918 puis édités en deux mémoires par M. Gau de la Faculté de Grenoble.
Il est décoré à titre posthume de la Croix de guerre avec étoile de bronze (arrêté ministériel du 30 octobre 1920). Vers 1933, une salle de cours du premier étage de la Faculté des Sciences de Lille est dédiée à Jean Clairin pour honorer sa mémoire.
Son Cours de mathématiques générales correspond au programme de mathématiques de la première année des élèves-ingénieurs de l'Institut industriel du Nord, renommé École centrale de Lille en 1991.

## Œuvres et Travaux
- Sur les transformations de Baecklund : thèse de la Faculté des sciences de Paris, Paris, Gauthier-Villars, 1902 (BNF 30245917)
- Sur quelques équations aux dérivées partielles du second ordre, 1903 (BNF 30245917, lire en ligne)
- "Sur une classe d'équations aux dérivées partielles du second ordre", CRAS, 1904.
- "Remarque sur l'intégration de certaines équations aux dérivées partielles du second ordre", BSM, 1904-05.

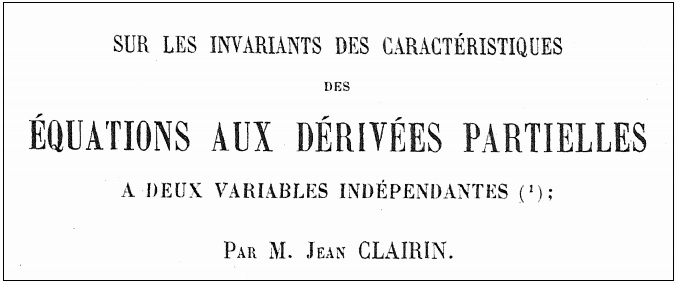
Fronticipe

- "Sur l'intégration des équations aux dérivées partielles à deux variables indépendantes", BSM, 1904-05.
- "Sur certaines transformations des équations linéaires aux dérivées partielles du second ordre", BSM, 1904-05.
- "Sur l'équation d2z/dxdy=f(x,y) ", BSM, 1904-05.
- "Sur une classe de transformations de certaines équations linéaires aux dérivées partielles du second ordre", CRAS, 1904-05.
- "Sur les transformations des systèmes d'équations aux dérivées partielles du second ordre", CRAS, 1905-06.
- "Sur les transformations de quelques équations linéaires aux dérivées partielles du second ordre", CRAS, 1906-07.
- "Sur les équations aux dérivées partielles à deux variables indépendantes qui admettent un groupe d'ordre pair de transformations de contact", CRAS, 1906-07.
- "Sur les équations aux dérivées partielles à deux variables indépendantes qui admettent un groupe d'ordre impair de transformations de contact", CRAS, 1906-07.
- "Sur un point de la théorie des groupes de transformations finis et continus", BSM, 1907-08.
- "Sur les transformations d'une classe d'équations aux dérivées partielles du second ordre", Annales de l'Ecole Normale Supérieure, 1909-10.
- Cours de mathématiques générales : Université de Lille, Lille, G. Janny, 1910 (BNF 31948342)
- "Sur les transformations de Bäcklund de première espèce", CRAS, 1911.
- "Sur la transformation d'Imschenetsky, CRAS et BSM, 1912.
- "Sur les invariants des caractéristiques des équations aux dérivées partielles du second ordre à deux variables indépendantes", CRAS, 1913.
- "Sur quelques points de la théorie des transformations de Bäcklund", Annales de l'Ecole Normale Supérieure, 1913.
- "Sur quelques transformations de Söcklund", CRAS, 1913-14.
- "Sur certains systèmes d'équations aux dérivées partielles du second ordre à deux variables indépendantes", CRAS, 1913-14.